# Emma Kenney
Emma Rose Kenney (Manhattan, 14 settembre 1999) è un'attrice statunitense, nota principalmente per il ruolo di Debbie Gallagher nella serie televisiva Shameless.

## Biografia
Kenney è nata il 14 settembre 1999 a Manhattan, da Gillian Kenney, un’avvocato della difesa criminale, e Kevin Kenney, un giornalista sportivo che in passato ha scritto per il New York Post ed ora lavora per Fox Sports.

## Carriera
Il ruolo più importante fino ad oggi è quello di Debbie Gallagher, figlia di Frank nella serie televisiva Shameless. Ha avuto il ruolo a soli 12 anni, mentre era una studentessa del settimo anno alla Park Middle School di Scotch Plains, nel New Jersey
Fuori da Shameless, fa diverse apparizioni in cortometraggi e film per la televisione e, nel 2009, a soli 9 anni, è stata la più giovane regista a essere finalista al New Jersey International Film Festival presso la Rutgers University
Nel settembre 2017, è stato annunciato che sarebbe apparsa nella decima stagione di Pappa e ciccia (Roseanne), revival della serie a 21 anni dalla fine della nona stagione, messa in onda su ABC il 27 marzo 2018. La sua interpretazione è quella di Harris Conner Healy, la nipote del personaggio principale della sitcom, e appare accanto a molti dei membri del cast originali dello show, tra cui Roseanne Barr, John Goodman, Laurie Metcalf e Sara Gilbert
Il 29 maggio 2018, sulla scia delle osservazioni controverse fatte dalla Barr su Twitter riguardo alla consigliera dell'ex presidente Obama, Valerie Jarrett, l'ABC ha cancellato il revival della serie dopo una sola stagione. Il 28 agosto 2018, dopo la chiusura di Pappa e ciccia, l'attrice viene confermata e apparirà nello spin-off The Conners

## Filmografia

### Cinema
- Bittersweet (2008)
- Day Camp (2009)
- Epic - Il mondo segreto (2013) - voce di Marigold
- My Love Affair with Marriage (2017) - voce di Sarma
- Robert the Bruce - Guerriero e re (Robert the Bruce), regia di Richard Gray (2019)

### Televisione
- Green Apples - film per televisione (2009) - Abigail
- Boardwalk Empire - serie TV, 1 episodio (2011) - Aylesh Rohan
- Shameless - serie TV, 134 episodi  (2011 -2021) - Debbie Gallagher
- Pappa e ciccia - serie TV, 8 episodi (2018)
- The Conners - serie TV (2018-2025)

### Cortometraggi
- Lyre Liar (Corto) (2008)
- A (Not So) Civil Union (Corto) (2009)
- Three Little Puppets (Corto) (2009)

## Doppiatrici italiane
- Sara Labidi in Shameless